# Joseph Frain
Pour les articles homonymes, voir Frain (homonymie).
Joseph Frain, né à Avranches le 10 juillet 1768, et décédé le 26 décembre 1840, fut d'abord avocat, puis se passionna pour les idées nouvelles lors de la Révolution de 1789. Après différents mandats locaux, il devint membre du Conseil des anciens à Paris. Puis il fut choisi pour être le premier préfet des Ardennes sous le Consulat. Il le resta pendant 14 ans, jusqu'à la chute de l'Empire. Il fut ensuite, brièvement, député d'Avranches à la Chambre des Cent-Jours, avant de se retirer de la vie publique. 

## Sous la Révolution
Joseph Frain est né le 10 juillet 1768, à Avranches,  d'un père médecin, Gilbert Frain, sieur des Bretonnières, et de Charlotte-Marie Renault. Il a été baptisé par son oncle, prêtre de la paroisse d'Argouges,.
Devenu avocat, il réside toujours à Avranches lorsque la Révolution de 1789 éclate. Il s'investit dans la vie politique locale et devient capitaine de la Garde nationale d'Avranches en 1789, puis maire de cette même ville en 1790. En 1791, il est nommé membre du Directoire du district d'Avranches, puis procureur-syndic de ce district en 1792. Il se montre zélé, meneur d'hommes, assez arrogant et vindicatif contre les nobles et les prêtres, si l'on en croit des témoignages de prêtres internés au Mont Saint-Michel dans cette période. 
En 1795, il est nommé commissaire du Directoire du département de la Manche et acquiert en cette fonction une expérience plus significative de la gestion territoriale d'un territoire. En 1799, il est élu au Conseil des anciens, et y demeure jusqu'au Coup d'État du 18 brumaire, qu'il approuve.

## Préfet des Ardennes

### Nomination et installation
Lorsque le premier consul Bonaparte, son ministre de l'intérieur Lucien Bonaparte et Jean-Antoine Chaptal, chargé du portefeuille du département de l'Intérieur par intérim, décident de créer les préfets par la loi du 28 pluviôse an VIII, ils s'appuient pour les nommer sur les services de renseignement et sur l'avis des autres consuls, Jean-Jacques-Régis de Cambacérès et Charles-François Lebrun. Le choix des préfets se fait généralement hors des départements dont ils ont la charge pour éviter tout népotisme, tout intérêt et tout historique local. Il semble que ce soit Lebrun qui ait proposé Joseph Frain comme premier préfet des Ardennes.
Dès son arrivée dans le département, Joseph Frain est pris dans une querelle de clochers sur le lieu d'installation de la préfecture entre les trois villes de Mézières, Charleville et Sedan. La querelle préexistait puisqu'elle s'était produite de la même façon à la création du département. Frain maintient le statu quo favorable à Mézières. Quelques années plus tard, en avril 1805, Frain réunira les deux conseils municipaux de Charleville et de Mézières, séparément, pour obtenir une fusion de ces deux cités très proches l'une de l'autre, sans aboutir,. C'est le préfet Robert Hayem qui reprendra et fera aboutir la fusion de Charleville et Mézières en Charleville-Mézières 161 ans plus tard. Le premier Préfet des Ardennes choisit de s'installer dans l'ancien bâtiment de l'École du Génie, transférée à Metz sous la Révolution.

### Rôle économique
Les premiers préfets ne sont pas particulièrement préparés à tenir un rôle économique dans le territoire dont ils ont la charge. Pour autant, Joseph Frain se montre attentif aux questions agricoles. Il met notamment en place la possibilité de réquisitionner des vétérinaires en cas de déclenchement d'épizootie. Il obtient la suppression de moulins dont la multiplication dans la vallée de la Bar était à l'origine d'inondations de terres agricoles. Il fait rétablir des primes pour l'abattage de loups. Il fait interdire la vaine pâture pour favoriser la récolte de fourrage sur les terres ainsi utilisées, et favorise les prairies artificielles. Il s'enthousiasme pour l'introduction de la culture de la betterave sucrière, et encourage les premiers essais dans le département des Ardennes. Il fait introduire des mérinos pour régénérer les troupeaux ovins. Il prend enfin des mesures de protection des forêts, les domaines nationaux ayant cessé d'être entretenus et surveillés durant la Révolution.
Il se montre moins actif dans le domaine industriel, à un moment pourtant décisif pour ce secteur d'activité dans le département. Il ne s'emploie pas à sortir de son demi-sommeil l'ancienne manufacture royale de Charleville, malgré les besoins militaires durant la période . À la différence du premier Consul, il n'argumente et ne favorise pas une mécanisation de l'industrie textile en pays sedanais, pourtant nécessaire face à la concurrence. Et il s'inquiète de la multiplication des clouteries et des forges dans la partie septentrionale du département, à l'origine d'une forte consommation de bois. 
Par contre, tout au long de sa fonction, il se préoccupe des voies de communication et obtient notamment du Conseil général des Ardennes et de l’État français des budgets pour améliorer les routes. Il engage des travaux pour rendre à nouveau la Meuse praticable, et lance les tout premiers chantiers sur le canal des Ardennes. Ce projet de canal date du XVIIe siècle, sous le ministère de Louvois et consistait à l'époque à utiliser et prolonger le cours de la Bar, alors navigable. Rien n'aboutit avant la Révolution de 1789. L'assemblée constituante, avait relancé le sujet, mais faute de retrouver les études précédentes et compte tenu des événements, il était resté lettre morte. En l'an VIII (1800), les conseillers généraux rappellent le projet au préfet. Joseph Frain décide de l'appuyer et argumente sur l'intérêt du canal, sur la base d'un nouveau tracé, dans un rapport du 4 octobre au ministre de l'intérieur, Lucien Bonaparte. Le successeur de celui-ci, le scientifique Jean-Antoine Chaptal, accepte d'entreprendre la construction, mais n'accorde que des fonds très réduits. Les travaux commencent lentement. Ils ne prendront vraiment d'importance que vingt ans plus tard sous la seconde Restauration, avec le lancement en 1820 d'un emprunt pour financer ce projet.

### Maintien de l'ordre et rôle politique
Un des rôles essentiels des premiers préfets est de maintenir l'ordre public, et de mettre sous contrôle toute opposition au régime. « Par l'institution des préfectures, Bonaparte établit un gouvernement ferme, et dont la forme et l'activité ne laissait aucun espoir aux factieux. Cette magistrature était une des institutions les plus monarchiques qu'on ait jamais imaginées ; elle était parfaitement adaptée au caractère français et à la nécessité de rétablir l'ordre après l'horrible révolution » commentera Monsieur le comte de Vaublanc,. Joseph Frain signe différents arrêtés pour renforcer les contrôles et la répression des délits, et imposer la détention d'un passeport pour pouvoir sortir de son arrondissement. Il se fait,  discrètement, censeur, écrivant ainsi à un directeur d'une troupe théâtrale du département qu'il ne peut « ajouter en aucun cas aucune pièce à son répertoire sans son assentiment ». Il utilise toutes les occasions pour vanter les mérites du nouveau régiment, dans un territoire relativement acquis. Il se montre bienveillant avec les nobles émigrés revenant en France, tout en les mettant quelque temps sous surveillance.  
Oubliant les convictions anticléricales de ses années révolutionnaires, il applique la politique d'apaisement du Premier Consul dans le domaine religieux, gérant le retour en France de prêtres réfractaires, redéfinissant avec l'évêque de Metz le découpage administratif des paroisses après le Concordat et la fin du diocèse de Sedan, et informant la communauté protestante, importante à Sedan, de la possibilité de se choisir un pasteur. Les protestants rétablissent leur culte et leur Église. Si le préfet Frain est leur interlocuteur local, tout ce qui concerne cette église protestante de Sedan est suivi en parallèle à Paris par le conseiller d’État Jean-Étienne-Marie Portalis, ce qui montre l'importance du sujet pour Bonaparte. Portalis, en « Monsieur Bons Offices », établit des recommandations aux deux parties, au préfet comme au consistoire de l'église réformée. Il suggère par exemple au consistoire de faire célébrer un culte solennel d'action de grâces pour la nomination de Bonaparte Consul à vie en 1802. Le consistoire s'y prête de bonne grâce et en tient informé le préfet, mais en profite pour lui signaler l'étroitesse des lieux dont il dispose pour célébrer les cultes. À la suite de quoi le préfet Frain, fort conciliant, réussit à leur mettre à disposition l'ancien couvent des Sœurs de la Propagation de la Foi, tout un symbole, devenu gendarmerie et donc transformé en 1803 en nouveau temple calviniste,. 
Il a également la responsabilité, comme les autres préfets de l'Empire de nommer les maires et adjoints des maires des villes et villages de moins de 5 000 habitants, et de proposer des noms au gouvernements pour les villes plus importantes, en l'occurrence Sedan et Charleville, ainsi que pour les membres du Conseil général, instance certes locale mais dont la composition est pilotée par le pouvoir exécutif.

### Contribution des Ardennes à l'effort militaire
Une autre activité des préfets suivie avec attention par le pouvoir central est leur capacité à réunir les contingents requis pour les forces armées. Les cantons de Couvin et de Philippeville, alors rattachés à la France, sont particulièrement réticents, mais tout le territoire est, au fil des années de guerres napoléoniennes, de plus en plus lassé des conscriptions. Joseph Frain s'emploie avec ténacité à faire aboutir les levées d'hommes, utilisant à la foi la force et la conviction, faisant passer les messages par les maires mais aussi par les curés. Il se montre également très actif à déjouer les fraudes, utilisant les moindres renseignements sur les falsifications de registres d'état civil, limitant les exemptions pour mariage, confisquant les biens des réfractaires, etc.. Ses résultats en ce domaine, appréciés à Paris, sont probablement une des raisons de son maintien en poste pendant une durée record de 14 ans.
Dans ces guerres totales que sont les conflits napoléoniens, il rend également possible une autre contribution des Ardennes à l'effort de guerre en recréant un haras à Grandpré et en favorisant les saillies des élevages de chevaux de la région au sein de ce haras par un effort sur le prix. Cet haras impérial fut évacué en décembre 1813, peu avant le déclenchement de la campagne de France, devant les risques d'invasion, et jamais rétabli.

### Distinctions honorifiques
En reconnaissance de son activité comme préfet, Joseph Frain est fait chevalier de la Légion d'honneur le 14 juin 1804. Puis l'ancien révolutionnaire roturier, glissant vers la particule, est anobli et devient chevalier de l'Empire, par lettres patentes du 12 novembre 1809, avec le titre de chevalier de La Touche, et enfin baron d'Empire un mois et demi plus tard, le 31 décembre 1809.

## Ultime parcours en politique
Il est démis de ses fonctions  dans un mouvement d'épuration de la haute-administration, lors de la première Restauration, conduit en plusieurs étapes par Monsieur de Montesquiou-Fézensac mais qui touche le 10 juin 1814 douze autres préfets. 
Le 11 mai 1815, il est élu par l'arrondissement d'Avranches représentant à la Chambre des Cent-Jours, par 35 voix sur 60. À la seconde Restauration, il se retire définitivement de la vie publique.